# Торощин, Павел Васильевич

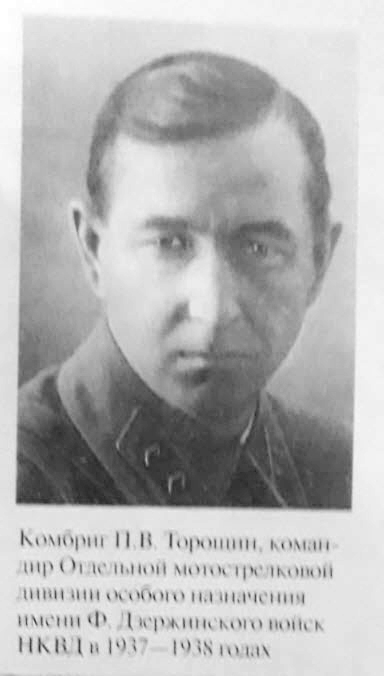

Павел Васильевич Торощин (1894—1940) — советский военачальник пограничных и внутренних войск, в 1936 — 1938 гг. — командир Отдельной мото-механизированной дивизии особого назначения им. Ф. Дзержинского войск НКВД, комбриг.

## Биография
Родился 9 декабря 1894 года в посёлке Преображенский Вятской губернии в крестьянской семье.
Окончил сельскую школу и трехклассное училище. На военной службе — с 1915 года. Участник Первой мировой войны. По окончании Петроградской школы прапорщиков был направлен в действующую армию, командовал ротой. За личное мужество и умелое руководство подчиненными был награждён орденом Св. Станислава 3-й степени и произведен в поручики.
С 1918 года Торощин служил в РККА. В 1919 году вступил в РКП(б)/КПСС. Участник Гражданской войны в России, был командиром стрелкового батальона Особого полка Западного фронта. Окончил Высшую школу штабной службы комсостава РККА, после чего служил начальником общего отделения штаба 8-й армии, затем — старшим помощником начальника штаба 16-й кавалерийской дивизии. В 1921-1924 годах обучался и окончил Военную Академию РККА.
В 1924-1934 годах П. В. Торощин служил в УГПУ Ленинградского округа, затем был помощником начальника УПВО ОГПУ по Ленинградскому округу. В 1934-1936 годах — начальник УПВО НКВД Северо-Кавказского края. В период с 04.1936 по 29.07.1938 командовал отдельной мотомеханизированной дивизией особого назначения НКВД СССР им. Дзержинского. Имел звание  комбриг, награждался знаком «Почетный чекист».
Проживал в Москве. 29 июля 1938 года был арестован и осужден Военной коллегией Верховного суда СССР по обвинению в участии в контрреволюционной террористической организации. Приговорен к расстрелу 28 января 1940 года, который был приведён в исполнение 29 января 1940 года на Донском кладбище.  Реабилитирован 6 октября 1956 года.